# Memnone, figlio di Eos e Titone
Memnone, figlio di Eos e Titone, o Statua di Memnone, è un'incisione dell'artista francese Bernard Picart, che la eseguì nel 1731. Si trova conservata ad Amsterdam, nel Museo Teylers. Memnone, figlio di Eos e Titone, il titolo con cui l'incisione è maggiormente nota, coincide con quello della statua che vi è rappresentata.

## Descrizione
Secondo il mito classico, Memnone era il secondo dei due figli generati da Eos, dea dell'aurora, e dal principe troiano Titone. Memnone, re di Persia, divenne anche sovrano di Etiopia dopo la morte di suo fratello Emazione. Fu un grandissimo condottiero, che sottomise vari popoli, accrescendo dunque ulteriormente il suo dominio. Quando poi anch'egli perì, vittima di Achille nella guerra di Troia - alla quale aveva partecipato in difesa della città assediata dagli Achei - furono erette colossali statue con le sue fattezze in varie località del mondo.
L'incisione riproduce una scena all'aperto, dominata da una di queste imponenti sculture raffiguranti il semidio e da un sarcofago al quale essa risulta di fatto appoggiata. La statua, che mostra l'eroe sorridente, nudo e in tutta la sua avvenenza, celebrata da Omero nell'Odissea (secondo questo testo egli fu in assoluto il più bello tra tutti i partecipanti alla guerra di Troia), si trova presso Tebe, ma non si tratta di uno dei cosiddetti Colossi di Memnone, presenti anch'essi in loco. La città egizia è visibile sullo sfondo, col fiume Nilo e vari monumenti, tra cui gli obelischi e una piramide. 